# Tánaiste
Tánaiste [ˈt̪ɑːnˠəʃtʲə]  (zumeist mit Artikel an Tánaiste; pl. na Tánaistí, offizielle irischsprachige Anrede a Thánaiste [əˈhɑːnˠəʃtʲə]) ist der Titel des irischen Vizeministerpräsidenten und Vertreters des Taoiseach. Der Tánaiste wird durch den Taoiseach ernannt und muss ein Regierungsmitglied sowie Abgeordneter des Dáil sein. Das Wort Tánaiste entstammt dem irischen Táinste und hat historische Ursprünge als Bezeichnung des Erben eines gälischen „Anführers“ oder „Häuptlings“.
Der Tánaiste ist der Vertreter des Taoiseach für den Fall, dass dieser vorübergehend sein Amt nicht ausüben kann. Für den Fall des Todes oder eines Umstands, aufgrund dessen der Taoiseach sein Amt nicht mehr ausüben kann, übernimmt der Tánaiste dessen Aufgaben bis zur Einsetzung eines neuen Taoiseach. Der Tánaiste, dessen Titel großteils ein Ehrentitel ist, stammt aus den Reihen der Minister und ist von Amts wegen Mitglied des irischen Staatsrats. Im Fall einer Koalitionsregierung entstammt der Tánaiste üblicherweise der zweitstärksten Koalitionspartei; bei Einparteienregierungen übernimmt dieses Amt oft ein Politiker der älteren Generation als Zeichen der Anerkennung.

## Liste der Tánaistí
| Nr. | Name                      | Beginn der Amtszeit | Ende der Amtszeit  | Partei                |
| --- | ------------------------- | ------------------- | ------------------ | --------------------- |
| 1.  | Seán Ó Ceallaigh          | 29. Dezember 1937   | 14. Juni 1945      | Fianna Fáil           |
| 2.  | Seán Lemass               | 19. Juni 1945       | 18. Februar 1948   | Fianna Fáil           |
| 3.  | William Norton            | 18. Februar 1948    | 13. Juni 1951      | Labour Party          |
|     | Seán Lemass               | 13. Juni 1951       | 2. Juni 1954       | Fianna Fáil           |
|     | William Norton            | 2. Juni 1954        | 20. März 1957      | Labour Party          |
|     | Seán Lemass               | 20. März 1957       | 23. Juni 1959      | Fianna Fáil           |
| 4.  | Seán MacEntee             | 23. Juni 1959       | 21. April 1965     | Fianna Fáil           |
| 5.  | Frank Aiken               | 21. April 1965      | 2. Juli 1969       | Fianna Fáil           |
| 6.  | Erskine Hamilton Childers | 2. Juli 1969        | 14. März 1973      | Fianna Fáil           |
| 7.  | Brendan Corish            | 14. März 1973       | 5. Juli 1977       | Labour Party          |
| 8.  | George Colley             | 5. Juli 1977        | 30. Juni 1981      | Fianna Fáil           |
| 9.  | Michael O’Leary           | 30. Juni 1981       | 9. März 1982       | Labour Party          |
| 10. | Ray MacSharry             | 9. März 1982        | 14. Dezember 1982  | Fianna Fáil           |
| 11. | Dick Spring               | 14. Dezember 1982   | 20. Januar 1987    | Labour Party          |
| 12. | Peter Barry               | 20. Januar 1987     | 10. März 1987      | Fine Gael             |
| 13. | Brian Lenihan senior      | 10. März 1987       | 31. Oktober 1990   | Fianna Fáil           |
| 14. | John P. Wilson            | 13. November 1990   | 12. Januar 1993    | Fianna Fáil           |
|     | Dick Spring               | 12. Januar 1993     | 17. November 1994  | Labour Party          |
| 15. | Bertie Ahern              | 19. November 1994   | 15. Dezember 1994  | Fianna Fáil           |
|     | Dick Spring               | 15. Dezember 1994   | 26. Juni 1997      | Labour Party          |
| 16. | Mary Harney               | 26. Juni 1997       | 13. September 2006 | Progressive Democrats |
| 17. | Michael McDowell          | 13. September 2006  | 14. Juni 2007      | Progressive Democrats |
| 18. | Brian Cowen               | 14. Juni 2007       | 6. Mai 2008        | Fianna Fáil           |
| 19. | Mary Coughlan             | 7. Mai 2008         | 11. März 2011      | Fianna Fáil           |
| 20. | Eamon Gilmore             | 11. März 2011       | 4. Juli 2014       | Labour Party          |
| 21. | Joan Burton               | 4. Juli 2014        | 6. Mai 2016        | Labour Party          |
| 21. | Frances Fitzgerald        | 6. Mai 2016         | 28. November 2017  | Fine Gael             |
| 22. | Simon Coveney             | 30. November 2017   | 27. Juni 2020      | Fine Gael             |
| 23. | Leo Varadkar              | 27. Juni 2020       | 17. Dezember 2022  | Fine Gael             |
| 24. | Micheál Martin            | 17. Dezember 2022   | 23. Januar 2025    | Fianna Fáil           |
| 25. | Simon Harris              | 23. Januar 2025     | amtierend          | Fine Gael             |